# Environnement au Lesotho
L'environnement au Lesotho  est l'environnement du Lesotho, pays d'Afrique australe, désigne l’ensemble de ses composantes naturelles ainsi que les phénomènes et interactions qui s’y manifestent.

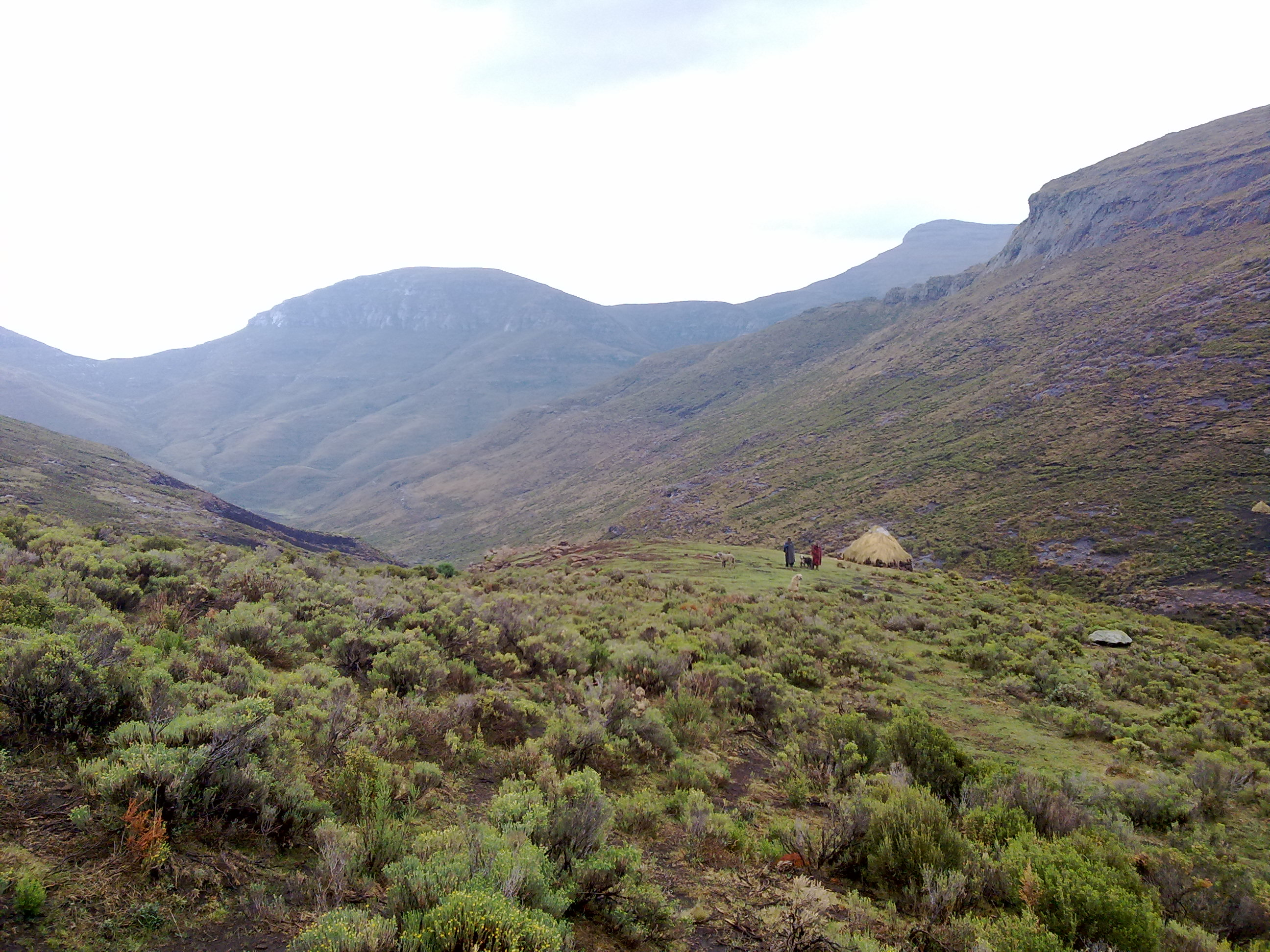
Baboons Pass au Lesotho

Le Lesotho est un pays enclavé constitué de paysages montagneux à relief volcanique avec un sol riche en ressources naturelles comme les diamants et un climat de type tempéré qui est sujet à de grandes variations en matière de précipitations et température.

## Diversité de l'environnement lesothan
Le Lesotho est un royaume montagneux d’Afrique australe qui abrite une impressionnante variété de sites naturels sacrés, essentiels à la préservation de la biodiversité. Ces lieux constitués  de zones de conservation, de sites écologiques ou de réserves fauniques jouent un rôle clé dans la protection de la flore et de la faune uniques du pays.
Le pays regorge des ressources naturelles variées, parmi lesquelles l’eau, les minéraux, l’agriculture, la foresterie et les sources d’énergie.
La diversité topographique, conjuguée aux effets des microclimats, structure les principales zones écologiques du pays: les basses terres (17 %), les contreforts (15 %), les régions montagneuses (59 %) et la vallée de la rivière Senqunyane,.

## Législation
Auncune législation ne rend encore l’Évaluation de l’Impact Environnemental (EIE) obligatoire au Lesotho. Diverses politiques environnementales, telles que le Plan national pour l’environnement et le Plan d’action Agenda 21, recommandent toutefois la mise en œuvre de l’EIE.

## Ressources naturelles
Avec une superficie totale de 30 355 kilomètres carrés, la ressource naturelle la plus importante au Lesotho  est l'eau . De cette ressource découle d'énormes avantages à savoir:
- Revenus économiques ;
- Création d’emplois ;
- Développement des infrastructures ;
- Production d’hydroélectricité [8].

## Dégradation de l'environnement

### Erosion des sols
Au Lesotho, l'érosion des sols est le principal acteur de la dégradation des zones humides. Le surpâturage et le changement climatique augmentent l'érosion des sols .